# Réparations du violon
Le violon est un instrument globalement fragile par la nature même de ses composants, essentiellement des morceaux de bois collés. Il peut donc être sujet à de nombreuses avaries. Bien que le violoniste remplisse lui-même quotidiennement les tâches les plus élémentaires d'entretien, plusieurs cas peuvent nécessiter l'intervention d'un artisan spécialisé, le luthier.

## Fractures
Le luthier procède au démontage de l'instrument : il enlève les cordes, les chevilles, le chevalet, l'âme, le bouton, le cordier, le sillet et la touche. Puis il détable, c'est-à-dire qu'il décolle la table des éclisses au couteau, voire le fond des éclisses également. Tous les petits fragments de bois légèrement branlants, ou issus de la table et restés accrochés aux éclisses, sont détachés proprement et recollés. Les fêlures éventuelles dues au détablage sont réparées sur le moment par collage. À chaque fois que l'on emploie de la colle, il faut veiller à ne pas en laisser sur le vernis, ce qui l'abîme considérablement.
La barre, les taquets et les gouttes de colle sont décollés à la gouge, puis on lessive la table : on imbibe d'eau chaude les parties à nettoyer de la vieille colle, puis on l'éponge et on en remet. On peut alors coller très soigneusement chaque fracture de la table qui a été constatée, une par une, en laissant sécher entre chaque opération.

## Déformations de la voûte

Schéma du montage.

À cause d'une mauvaise conception du chevalet, d'une épaisseur trop faible de la table ou de défauts de l'âme ou de la barre, la forme de la voûte de la table peut être altérée. Le principe de la réparation consiste alors à mettre sous une presse et dans l'ordre suivant :
- un moule correctif, ayant exactement la forme à donner à la table ;
- une feuille de papier frottée de savon sec, ce qui évite que sous la pression le vernis ne fasse corps avec le moule ;
- la table déformée, imbibée d'eau dans les zones les plus atteintes pour lui donner plus de souplesse ;
- une seconde feuille de papier ;
- un sac de sable chaud ;
- une pièce de bois pour appuyer uniformément sur le sac.

L'ensemble est laissé ainsi vingt-quatre heures, sans trop serrer pour éviter que les fibres de la table ne soient compressées.

## Doublages
Le doublage consiste à coller une pièce de bois supplémentaire à une partie de l'instrument devenue trop mince et trop fragile. Plusieurs doublages sont possibles. Dans tous les cas, l'opération n'a lieu que sur une table saine, c'est-à-dire dont les fractures ont été réparées et la forme de la voûte corrigée.
La pièce d'âme est placée sous le pied droit du chevalet. Elle est de forme circulaire ou elliptique, et son diamètre peut fortement varier selon l'ampleur de la partie concernée (de deux à cinq centimètres de long environ). Elle se colle avec peu de soin à cause de sa taille réduite ; on néglige le sac de sable, par exemple. Elle est ensuite retravaillée sur ses bords afin que l'épaisseur de la table soit régulière après l'opération et ne soit pas bombée au niveau de la réparation.
Le doublage de poitrine intéresse une fraction plus importante de la table : la pièce est donc posée avec soin, et laissée à sécher deux jours sous la presse.
Le doublage sur bloc consiste à tout doubler. On réduit alors l'épaisseur de la table à un millimètre, on construit la pièce ayant exactement la forme de la table, puis la contre-partie sur laquelle reposera la table sous presse, on encolle, on intercale les feuilles savonnées et on met sous presse.
Les bords peuvent aussi être doublés, ce qui est cependant délicat : il faut scier les bords en mauvais état en gardant la plus large partie centrale possible, puis concevoir de nouveaux bords dont la largeur de fibre et la teinte devront être proches de celles de la table, car ces nouvelles pièces sont visibles, à la différence des doublages expliqués précédemment.
Le fond peut être sujet à des fractures, par exemple si le chevalet a reçu un coup vertical violent : le choc se répercute via l'âme sur le fond, ce qui peut nécessiter comme pour la table un doublage. En cas d'avarie plus importante, une pièce de poitrine, plus large, sera appliquée, sa forme s'adaptant au fond non par une taille exacte mais lors du serrage : on parle alors de pièce en bois forcé.
Le talon, point d'attache du manche, peut être arraché. En effet, sur les vieux instruments, le manche n'était pas cloué mais collé à plat, ce qui ne résistait pas toujours à la traction des cordes. Ce problème se règle par le doublage intérieur d'une partie.

## Éclisses, soutiens, retablage
La sueur abîme le vernis et peut donc rendre nécessaire le changement d'une partie d'éclisse à droite du manche. On construit donc la nouvelle partie d'éclisse, que l'on courbe ; puis on amincit aux abords du collage les deux pièces, de manière à les faire se chevaucher en épaisseur, ce qui donnera de la solidité à la réparation. Là aussi, les problèmes de la largeur des fibres et de la teinte se posent. Les éclisses peuvent aussi être rehaussées si leur trop faible hauteur nuit à la puissance sonore de l'instrument.
Les fractures qui ont été réparées sont souvent soutenues par des taquets, petites pièces de bois identiques à celles posées sur le joint du fond lors de la fabrication du violon. Leur nombre ne doit cependant pas être trop important, car de toute évidence ils gênent la propagation du son.
Après avoir fait toutes les réparations nécessaires sur le fond et la table, on procède au retablage. Le luthier vérifie l'épaisseur des zones réparées, recolle les éclisses au fond, puis la table aux éclisses, en laissant sécher à chaque fois.

## Tête et raccords
Les chevilles, sous la traction des cordes, peuvent déchirer leurs emplacements. Si l'on tient à conserver la tête pour sa beauté, la difficulté est de conserver le haut des emplacements (appelés joues du chevillier) en y adjoignant une nouvelle pièce pour le bas.
Si le manche est défectueux, mais que l'on conserve la tête, on pratique une enture du manche : la tête est encastrée dans le manche, passant sous lui.
Enfin, toutes les pièces neuves sont de couleur différente des pièces originales car elles n'ont pas été vernies. Le luthier effectue donc des raccords de vernis, avec une base peu colorée (pour qu'elle ne s'impose pas à la couleur originale), à laquelle il ajoute petit à petit les colorants. Puis il le polit, et essuie l'instrument avec un lainage imprégné d'huile de lin, afin de redonner à l'ensemble un aspect net et brillant.

## Autres réparations
- Le luthier peut aussi réduire les dimensions de la table (c'est un recoupage) ou les augmenter (c'est un agrandissement). Cela reste des opérations délicates.
- Le violon peut subir les attaques de vers. Les dommages causés sont irréparables, car les galeries creusées sont innombrables ; la seule chose à faire est d'éradiquer les insectes en faisant s'évaporer dans le violon des liquides dont les vapeurs leur sont toxiques[9].